# Předmětové heslo
Předmětové heslo můžeme definovat jako vyjádření obsahu pomocí jednoslovných nebo víceslovných lexikálních jednotek a také pomocí charakteristiky formy dokumentu.

## Zařazení předmětového hesla v rámci věcných selekčních jazyků
Předmětová hesla patří mezi věcné selekční jazyky.
Věcné selekční jazyky dělíme na
- předmětové selekční jazyky – jsou na bázi přirozeného jazyka, hesla jsou vybírána z přirozeného jazyka

- systematické selekční jazyky – jsou na bázi umělého jazyka, jejich hesla představují numerické nebo alfanumerické znaky

Podle způsobu organizování lexikálních jednotek, tedy hesel, v procesu indexování a vyhledávání rozeznáváme věcné selekční jazyky prekoordinované a postkoordinované.
- Prekoordinované selekční jazyky jsou takové, které přesně vyjadřují obsah dokumentu pomocí umělého nebo přirozeného jazyka. Jednotlivé znaky tu tvoří pevný celek a není možné v něm měnit pořadí. Jednotlivé části celého hesla tvoří mezi sebou vztahy podle předem stanovených pravidel. Prekoordinovanými selekčními jazyky na bázi přirozeného jazyka jsou předmětová hesla.

- Postkoordinované selekční jazyky nemají jednotlivá hesla uspořádána do pevného a neměnného celku, které by přesně vyjadřovaly obsah dokumentu. Mohou se používat samostatně, mohou vytvářet kombinace. Při jejich tvorbě se vychází ze vzájemně izolovaných slov – hesel, ze kterých se skládají témata jednotlivých dokumentů. Postkoordinovanými selekčními jazyky na bázi přirozeného jazyka jsou deskriptory.

Předmětová hesla jsou tedy typicky předmětovým a prekoordinovaným selekčním jazykem. Všechna témata dokumentů nebo uživatelských dotazů jsou vyjádřena soubory slov v přirozeném jazyce a vytvářejí spolu pevný celek.
V lístkových katalozích a první generaci OPAC katalogů byl celek těchto hesel nedílnou částí v procesu pořádání a vyhledávání informací. Pracovat se s takovýmito katalogy dalo jen po zadání celého hesla, což znamenalo úzkou spolupráci uživatele a knihovníka. I přes tyto zjevné nevýhody byla předmětová hesla často vyhledávaným a efektivním způsobem vyhledávání.
Postupem času, v dalších generacích OPAC katalogů, v souvislosti se zdokonalením systémových nástrojů pro vyhledávání, se dalo vyhledávat po slovech, po jednotlivých částech předmětového hesla – pomocí jednotlivých hesel, podhesel a dalších zpřesnění.

## Jednotlivé části předmětového hesla
- Heslo je první prvek předmětového hesla. Je vyjádřením nejvýznamnějšího pojmu charakterizujícího dokument po obsahové stránce. Stejným heslem jsou označeny i další dokumenty, které jsou po obsahové stránce obdobné, řeší stejný problém.

- Podheslo zpřesňuje heslo po obsahové stránce, případně i po formální stránce. Staví heslo do určitých vztahů k dalším pojmům. Pokud je v předmětovém hesle použito více podhesel, jsou dávána do pořadí, která odpovídají logickému sledu jednotlivých prvků předmětového hesla. Podhesel se používá tolik, kolik je jich potřeba k co nejpřesnějšímu vyjádření obsahové charakteristiky dokumentu.

- Předmětový heslář je abecedně uspořádaný seznam jednotlivých prvků, tedy lexikálních jednotek, ze kterých se skládají jednotlivá předmětová hesla v daném konkrétním katalogu. Pomáhá při odstraňování synonymie, také subjektivního přístupu k tvorbě hesel nebo uživatelských dotazů a zajišťuje jednotnost při jejich zpracování. Jednotlivé vybrané lexikální jednotky, hesla, které vytvářejí selekční obraz dokumentu na základě obsahové analýzy, jsou součástí předmětových heslářů, nebo také řízených slovníků, tezaurů a to podle typu použitého předmětového selekčního jazyka.

Jedním z nejznámějších řízených slovníků, který spravuje předmětová hesla, je systém Library of Congress Subject Headings (LCSH).(anglicky) Je rozšířený do asi 20 zemí světa. Systém LCSH byl použit jako základ, když se, v polovině 90. let 20. století, vytvářely v Národní knihovně ČR zásady koncepce věcného zpracování dokumentů podle uznávaných mezinárodních standardů. Použit byl proto, že představuje nejrozšířenější a nejvíce propracovaný typ univerzálního předmětového selekčního jazyka, který je používaný při indexaci dokumentů. V současnosti neexistuje jiný systém, který by byl tak propracovaný, měl takovou tradici ve zpracování dokumentů a podpůrné zázemí. Důležité také je, že ve srovnání s jinými pořádacími systémy, je snadné systém LCSH přizpůsobit danému elektronickému prostředí v konkrétním systému a to s vynaložením menších finančních prostředků a času.
V ČR z něj vychází Národní knihovna České republiky při tvorbě souboru věcných autorit. Používají se při tvorbě předmětových hesel, které jsou přiřazeny k bibliografickému záznamu zpracovaného dokumentu.

## Tvorba předmětového hesla
Tvorba předmětového hesla se provádí na základě obsahové analýzy konkrétního dokumentu a to induktivní metodou, tedy „zdola“ a za použití souboru věcných autorit. Při tvorbě nelze vycházet jen z názvu dokumentu. Volí se vždy nejužší, nejpodrobnější pojem. Při vytváření předmětového hesla se dává přednost vyjádření obsahu dokumentu podstatným jménem, případně spojením dvou podstatných jmen či pomocí podstatného a přídavného jména. Podstatné jméno se uvádí vždy v 1. pádě množného čísla. Dříve se u víceslovného předmětového hesla používala inverze, tzv. priorita substantiva, což znamenalo, že první v předmětovém hesle bylo vždy podstatné jméno. Dnes se tento způsob při tvorbě hesla již nepoužívá, protože v elektronickém prostředí dnešních katalogů ztrácí význam.
K výhodám systému tvorby předmětových hesel patří podrobné vyjádření obsahu dokumentu, maximální informační hodnota celého předmětového hesla a tím také odpovídající informační služby pro uživatele. K nevýhodám, které se objevily až v elektronickém prostředí, patří rozklad víceslovných hesel nebo délka celého předmětového řetězce – mnohdy se nezobrazuje na jednom řádku, konce se ztrácejí nebo se objevují na druhém řádku.

## Použitá a studijní literatura
- BALÍKOVÁ, Marie. Soubor věcných autorit a jeho funkce v elektronickém prostředí. In: Sborník ze semináře CASLIN 2001 [online]. [cit. 2013-04-24]. Dostupné z: https://web.archive.org/web/20160304232859/http://klement.nkp.cz/Caslin/caslin01/sbornik/autority-vec.htm.
- Katalogizační politika: Aplikace Library of Congress Subject Headings System v Národní knihovně ČR. Národní knihovna knihovnická revue [online]. 2001, č. 4, s. 303–305 [cit. 2013-05-11]. Dostupné z: http://knihovna.nkp.cz/nkkr0104/0104303.htm%5B%5D
- KOVÁŘ, Blahoslav. Informační fondy pro 3. ročník SKŠ, studijní obor VIK. 1. vyd. Praha: Státní pedagogické nakladatelství, 1986. 162 s.
- KOVÁŘ, Blahoslav. Věcné pořádání informací a selekční jazyky. Praha: Ústředí vědeckých, technických a ekonomických informací, 1984. 251 s.
- Library of Congress Subject Headings. Library of Congress [online]. [cit. 2013-05-12]. Dostupné z: http://id.loc.gov/authorities/subjects.html
- Library of Congress Subject Heardings. Wikipedia [online]. [cit. 2013-05-12]. Dostupné z: http://en.wikipedia.org/wiki/Library_of_Congress_Subject_Headings
- PEISERTOVÁ, Hana. Předmětový selekční jazyk v Národní knihovně ČR a Subject Headings Library of Congress (LCSH). 1. vyd. Praha: Národní knihovna, 1996. 18 s. ISBN 80-7050-238-X.
- Tvorba předmětových hesel. In: UNIUM: vše pro studium [online]. [cit. 2013-04-24]. Dostupné z: http://www.unium.cz/materialy/0/0/tvorba-predmetovych-hesel-m34056-p1.html.